# Biserica „Sfinții Împărați” din Broșteni

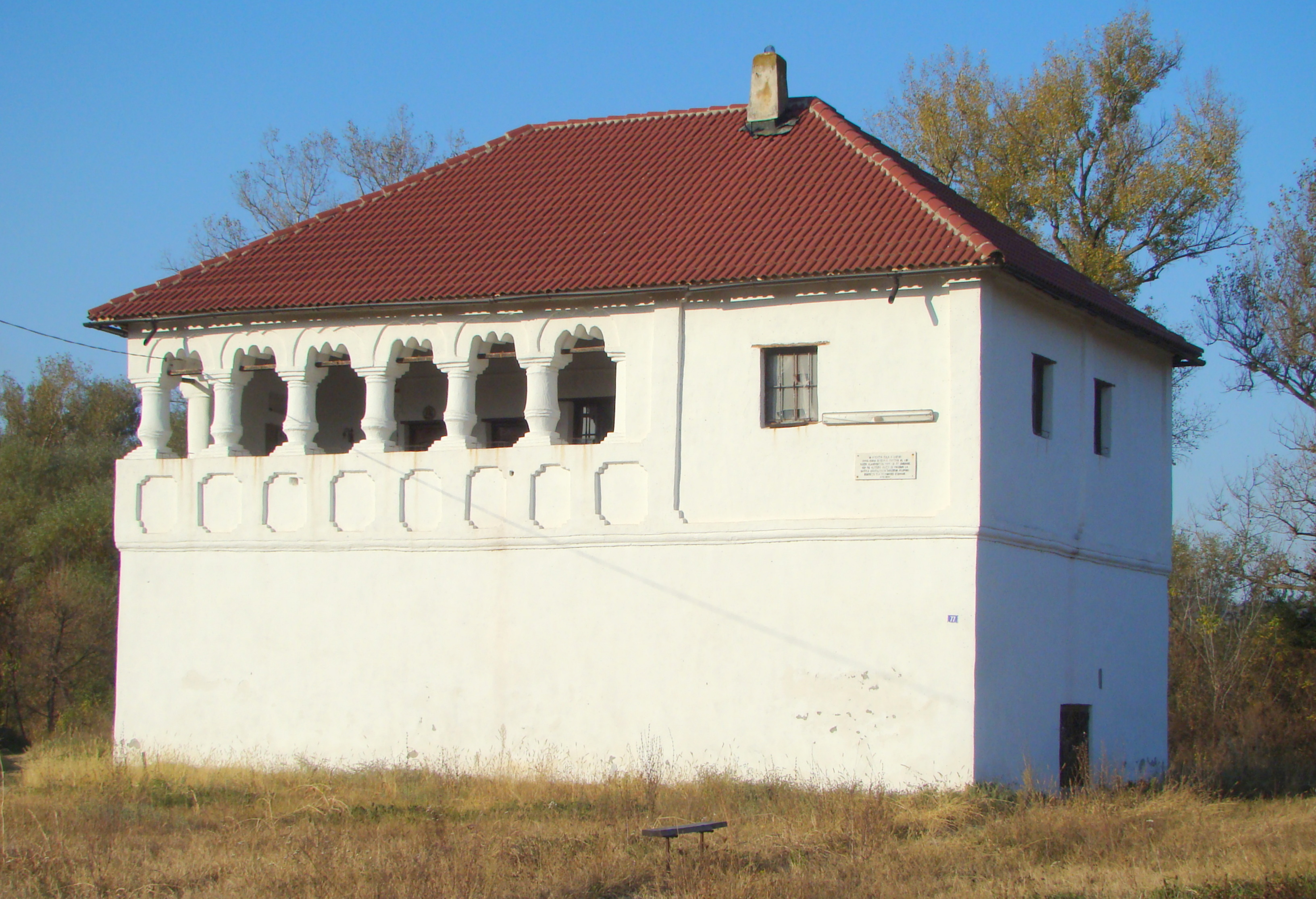
Cula Cuţui (monument istoric)

Biserica „Sf. Împărați” a fostei mănăstiri a Cuțuieștilor este un monument istoric aflat pe teritoriul satului Broșteni, comuna Broșteni.

## Istoric și trăsături
Biserica  „Sfinții Împărați Constantin și Elena” se află la marginea dinspre răsărit a satului Broșteni și a fost ridicată în anul 1836, de boierul Constantin Cuțui și zugrăvită de fiul său Mihalache Cuțui, în anul 1840. Datele privitoare la înființarea lăcașului de cult se află în pisania zugravită deasupra ușii care spune: „Aceasta sfântă și dumnezeiască biserică ce prăznuiește hramul Sfinții Împărați Constantin și Elena s-a zidit din temelie de dumnealui Jupân Constantin Cuțui, la leatul 1836 și s-a zugrăvit cu toată cheltuiala și osteneala dumnealui cuconul Mihalache, la leatul 1840 și în zilele împăratului nostru Nicolae Pavlovici”.
Biserica se află în fața culei zidită de același boier și are două turle și ziduri groase din cărămidă. Este zidită în formă de plan treflat cu clopotnița peste pronaos și cu casa scărilor, ce duc la clopotniță, în partea dreaptă a pronaosului. În biserică sunt zugrăvite portretele ctitorilor, dându-se indicații precise asupra costumului unor boieri de țară în acele vremuri de prefaceri sociale. La zidirea acestei biserici au ajutat ca salahori și „rumânii” ce se mutaseră în lunca Motrului, din locul numit „Casa albă”, din capul dealului de la intrarea în Locea.
În anul 1962, cele două turle au fost acoperite cu tablă, deoarece vechea învelitoare era deteriorată, în 2003 fiind din nou reparate.
În prezent biserica este închisă cultului și necesită o reparație generală.

## Vezi și
- Broșteni, Mehedinți

## Legături externe
- Fișă de monument